# Strobilopsis
Strobilopsis es un género con una especie, Strobilopsis wrightii, de plantas de flores de la familia Scrophulariaceae. 

## Especies seleccionadas
- Strobilopsis wrightii.

- Datos: Q9080118
- Especies: Strobilopsis